# آن غولدستاين
آن غولدستاين (بالإنجليزية: Ann Goldstein)‏ هي مترجمة أمريكية، ولدت في يونيو 1949.

## السيرة والتعليم
نشأت آن غولدستاين في مابلوود، نيو جيرسي. والتحقت بكلية بنينغتون، في فيرمونت، حيث درست اللغة اليونانية القديمة. ثم درست فقه اللغة المقارن في كلية لندن الجامعية.
بعد تخرجها في عام 1973، بدأت غولدستاين العمل في مجلة (Esquire) كمدققة لغوية. وفي عام 1974، انضمت إلى فريق نيويوركر، حيث عملت في قسم النسخ وأصبحت رئيسًا لها في أواخر الثمانينيات. ومن عام 1987، قامت غولدستاين بتحرير مراجعات جون أبديك الأدبية التي ساهمت في مجلة نيويوركر.